# Ljuderssjön
Ljuderssjön är en sjö i Lessebo kommun i Småland och ingår i Lyckebyåns huvudavrinningsområde. Sjön har en area på 0,721 kvadratkilometer och ligger 142,8 meter över havet.

## Delavrinningsområde
Ljuderssjön ingår i det delavrinningsområde (628333-147272) som SMHI kallar för Mynnar i Linneforsån. Medelhöjden är 156 meter över havet och ytan är 21,17 kvadratkilometer. Det finns inga avrinningsområden uppströms utan avrinningsområdet är högsta punkten. Vattendraget som avvattnar avrinningsområdet har biflödesordning 3, vilket innebär att vattnet flödar genom totalt 3 vattendrag innan det når havet efter 82 kilometer. Avrinningsområdet består mestadels av skog (71 procent) och jordbruk (12 procent). Avrinningsområdet har 0,76 kvadratkilometer vattenytor vilket ger det en sjöprocent på 3,6 procent. Bebyggelsen i området täcker en yta av 0,76 kvadratkilometer eller 4 procent av avrinningsområdet.

## Bilder

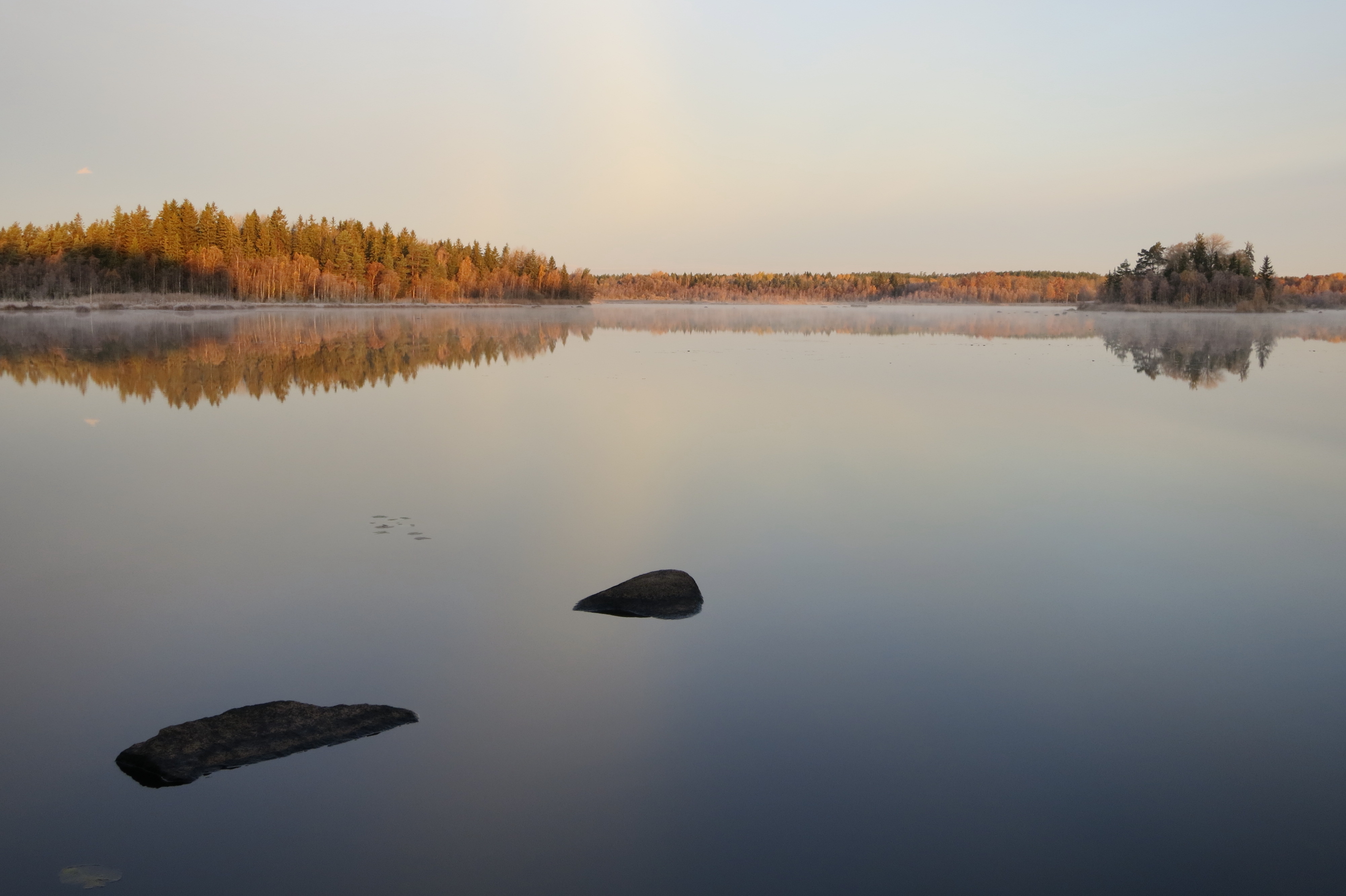
Gryning
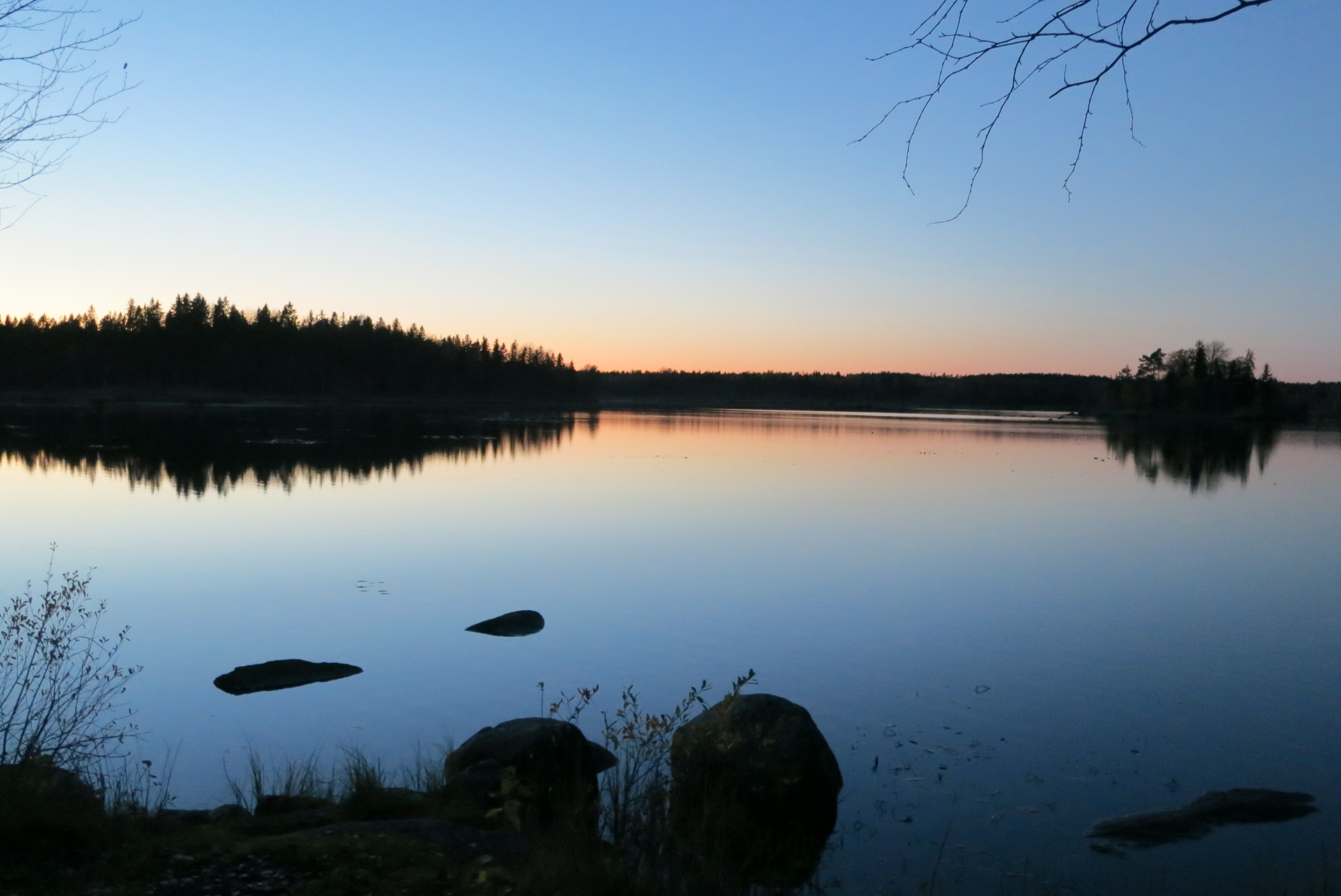
Skymning